# Corynoptera obscuripila
Corynoptera obscuripila är en tvåvingeart som beskrevs av Risto Kalevi Tuomikoski 1960. Corynoptera obscuripila ingår i släktet Corynoptera, och familjen sorgmyggor. Arten är reproducerande i Sverige.